# Kenilworth Road
Kenilworth Road er et fodboldstadion i Luton i England, der er hjemmebane for League One-klubben Luton Town. Stadionet har plads til 12.056 tilskuere. Det blev indviet i 1905.